# Liste der Kulturdenkmäler in Molsberg
In der Liste der Kulturdenkmäler in Molsberg sind alle Kulturdenkmäler der rheinland-pfälzischen Ortsgemeinde Molsberg aufgeführt. Grundlage ist die Denkmalliste des Landes Rheinland-Pfalz (Stand: 21. Dezember 2021).

## Denkmalzonen
| Bezeichnung                  | Lage                  | Baujahr   | Beschreibung | Bild                           |
| ---------------------------- | --------------------- | --------- | --- | ------------------------------ |
| Denkmalzone Schloss Molsberg | Schlossstraße 16 Lage | nach 1760 | unvollendet gebliebener spätbarocker Schlossbau (nach 1760, Architekt Johannes Seiz) mit umgebendem Park und Gärten zu beiden Seiten des Bruchweges, eingefasst von einer Bruchsteinmauer und Gitterzaun mit Wachhäuschen; Wirtschaftshof: Vierflügelanlage; eineinhalbgeschossiges Doppelwohnhaus (um 1800); Wappenstein; Kruzifix | weitere Bilder Fotos hochladen |

## Einzeldenkmäler
| Bezeichnung      | Lage                                                                   | Baujahr                    | Beschreibung | Bild                           |
| ---------------- | ---------------------------------------------------------------------- | -------------------------- | --- | ------------------------------ |
| Quereinhaus      | Alte Gasse 1 Lage                                                      | 18. Jahrhundert            | Wohnteil eines Quereinhauses, verputzt und verkleidet, Fachwerk wohl aus dem 18. Jahrhundert                                                         | weitere Bilder Fotos hochladen |
| Heiligenhäuschen | Hauptstraße, an der östlichen Einfassungsmauer des Schloßbereichs Lage |                            | Heiligenhäuschen | weitere Bilder Fotos hochladen |
| Hofanlage        | Hauptstraße 1 Lage                                                     | 1688                       | Streuhof/Zweiseithof; Fachwerkhaus mit Niederlass, teilweise massiv, bezeichnet 1688; Fachwerkscheune, teilweise massiv, bezeichnet 1682             | weitere Bilder Fotos hochladen |
| Wohnhaus         | Hauptstraße 14 Lage                                                    | 18. Jahrhundert            | Fachwerkhaus, 18. Jahrhundert | Fotos hochladen                |
| Hofgut Molsberg  | Hauptstraße 41 Lage                                                    | 18. Jahrhundert            | kubischer Walmdachbau, teilweise Fachwerk, 18. Jahrhundert, heutiges Erscheinungsbild um 1920/30; Fachwerkscheune, erste Hälfte des 19. Jahrhunderts | Fotos hochladen                |
| Wegekapelle      | Nussallee 4 Lage                                                       | 1683                       | Putzbau mit Welscher Haube, bezeichnet 1683 | weitere Bilder Fotos hochladen |
| Rathaus          | Schlossstraße 2 Lage                                                   | Mitte des 19. Jahrhunderts | ehemals Schule oder Verwaltungsbau; wohl um die Mitte des 19. Jahrhunderts                                                                           | Fotos hochladen                |
| Hofanlage        | Schlossstraße 8 Lage                                                   | 18. Jahrhundert            | Streckhof; Fachwerkhaus verputzt, teilweise massiv, wohl aus dem 18. Jahrhundert, Wirtschaftsteil eventuell noch aus dem 16. Jahrhundert             | Fotos hochladen                |
| Wohnhaus         | Schlossstraße 9 Lage                                                   | 18. Jahrhundert            | Fachwerkhaus, verputzt und verkleidet, teilweise massiv, wohl aus dem 18. Jahrhundert                                                                | weitere Bilder Fotos hochladen |
| Quereinhaus      | Schlossstraße 11 Lage                                                  | 17. oder 18. Jahrhundert   | Wohnteil eines Fachwerk-Quereinhauses, verputzt, teilweise massiv, wohl aus dem 17. oder 18. Jahrhundert                                             | weitere Bilder Fotos hochladen |